# Gaussia princeps
Gaussia princeps är en kräftdjursart som först beskrevs av T. Scott 1894.  Gaussia princeps är enda arten i släktet Gaussia, och familjen Metridinidae. Inga underarter finns listade i Catalogue of Life.

## Bildgalleri

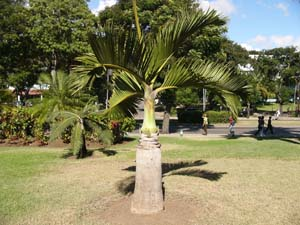